# Parasollfåglar
Parasollfåglar (Cephalopterus) är ett släkte i familjen kotingor inom ordningen tättingar. Släktet omfattar tre arter som förekommer från Costa Rica till Amazonområdet:
- Barhalsad parasollfågel (C. glabricollis)
- Amazonparasollfågel (C. ornatus)
- Pendelparasollfågel (C. penduliger)